# Chinautla
Chinautla är en kommunhuvudort i Guatemala. Den ligger i departementet Guatemala, i den centrala delen av landet, 8 km norr om huvudstaden Guatemala City. Chinautla ligger 1 272 meter över havet och antalet invånare är 97 172.
Terrängen runt Chinautla är huvudsakligen kuperad, men söderut är den platt. Chinautla ligger nere i en dal. Runt Chinautla är det mycket tätbefolkat, med 4 670 invånare per kvadratkilometer. Närmaste större samhälle är Guatemala City, 7,7 km söder om Chinautla. Runt Chinautla är det i huvudsak tätbebyggt.